# Haplidia akbesiana
Haplidia akbesiana är en skalbaggsart som beskrevs av Rudolph Petrovitz 1971. Haplidia akbesiana ingår i släktet Haplidia och familjen Melolonthidae. Inga underarter finns listade i Catalogue of Life.